# Phaeographis atromaculata
Phaeographis atromaculata är en lavart som först beskrevs av A. W. Archer, och fick sitt nu gällande namn av A. W. Archer. Phaeographis atromaculata ingår i släktet Phaeographis och familjen Graphidaceae.   Inga underarter finns listade i Catalogue of Life.